# Fútbol Joven de Cobreloa

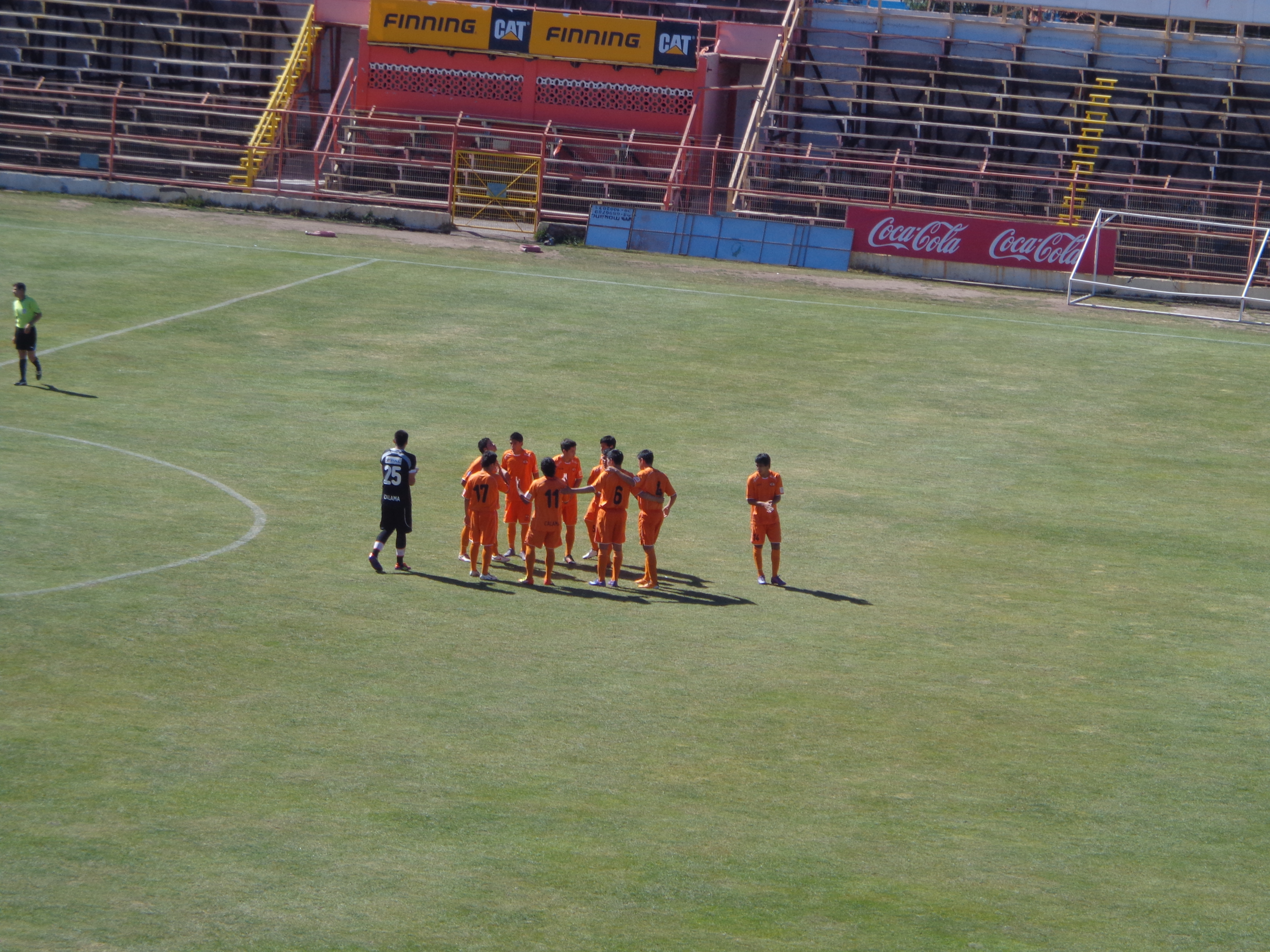
Equipo de Cobreloa categoría Sub-17, en el año 2012.

La Cantera del Club de Deportes Cobreloa, es la rama formativa de la institución en la disiplina fútbol, de las cuales se han graduado jugadores como Camilo Pino quien fue bota de Bronce en la Copa Mundial de Fútbol Juvenil de 1987 y Alexis Sánchez, tercer lugar en la Copa Mundial de Fútbol Sub-20 de 2007 y ganador de la Copa América 2015, al igual que sus similares de formación Eduardo Vargas y Charles Aránguiz, siendo ellos además parte importante del proceso de la selección nacional de fútbol de Chile en la década de 2010. 

## Historia
El trabajo de las divisiones inferiores de Cobreloa comienza a realizarse en 1982 bajo la supervisión del dirigente del club Sergio Stoppel. El proyecto comenzó con el traslado de los 'cadetes' del Club de Deportes Aviación de la ciudad de Santiago de Chile hacia las dependencias de Cobreloa en la misma ciudad, esto debido a la desaparición del Club 'Santiaguino' en ese año. El técnico Miguel Hermosilla trabajó para las series formativas desde ese entonces, incorporando a jugadores como Camilo Pino y Claudio Tello a sus escuelas formativas.
Durante el periodo de mandato del presidente de la institución Sergio Jarpa se designó como jefe de las divisiones inferiores a Carlos Rojas quien trabajó en conjunto con Carlos Latorre hasta 1996 en donde el primero asumió la dirección técnica del equipo mayor.
En 2003 la división sub-12, dirigida por René Gatica se coronó campeón nacional de su categoría en categoría de invicto con 59 unidades, este siendo el primer título de Cobreloa por categorías, además de este título, el mismo año se adjudican los campeonatos obtenidos por las divisiones sub-9 y sub-10 dirigidas por Francisco Quiroz.
En 2005, la categoría sub-15 se consagró campeón nacional. En esa generación destacaron jugadores como Francisco Castro, Sebastián Zúñiga además de Esteban Pavez.
En el año 2006, se integra a la escuela de fútbol del club Fernando Cornejo Jiménez un año después de su retiro como futbolista profesional. Trabajando en conjunto con Luis Alegría y Ricardo Cortés. 
Para el año 2007, la categoría sub-15 logra llegar a la final del torneo, disputando esta ante el equipo de Colo-Colo, uno de los canteranos que integró el plantel y que con posterioridad debutaría en el primer equipo fue Carlos Gómez.
En febrero de 2008 Fernando Cornejo asume la dirección técnica de las divisiones menores de la institución, siendo Leonel Barrientos el técnico de Cobreloa sub-18 y Luis Alegría encargado de la serie sub-17. En febrero de 2009 asume como jefe técnico del fútbol joven de Cobreloa Germán Cornejo, tras el fallecimiento de Fernando el mismo año. Se designaron a Luis Alegría a integrar las escuelas de fútbol y a Leonel Barrientos junto con el preparador físico Walter Elgueta para supervisar los aspectos formativos.
En diciembre del año 2010, la categoría sub-16 logra llegar a la final, jugando en partidos de ida y vuelta ante Colo-Colo, perdiendo ambos partidos.
En el mismo año, las administraciones hacia las dependencias de ese entonces Maipú, en Santiago no pudieron entregar las condiciones mínimas para el desarrollo regular de las divisiones menores, debido a esto la institución fue multada por los organismos fiscalizadores correspondientes. Es por esto que en el año 2011 se realiza el proyecto 'La Madriguera' con el objetivo de obtener un recinto propio en la capital de Chile.
En el año 2012, los clubes chilenos tuvieron que eliminar de sus categorías formativas la rama sub-16, lo que significó un problema para las series menores del club, el cual tuvo que dejar libres a más de 20 jóvenes, durante este tiempo ya se había asignado como jefe técnico del fútbol joven al profesor Roberto Spicto.
En el mismo año, la categoría sub-17 llega a la final del Torneo de Clausura sub-17, siendo su rival en esta Colo-Colo, perdiendo en los encuentros de ida y vuelta.
En el año 2013, la categoría sub-9 logra su segundo campeonato bajo el mandato del profesor Leandro Cepeda.
En la fecha miércoles 30 de julio de 2014 Cobreloa se consagra campeón del Torneo Apertura sub-19, enfrentando en un partido único al cuadro de Universidad de Chile disputado en las canchas de Quilín, con resultado de victoria a favor de Cobreloa por 3 goles de diferencia, anotados por el jugador Iván Ledezma. Esto consagraba a las divisiones menores de Cobreloa con su segundo título.
El 9 de marzo de 2015, Cobreloa logra un acuerdo en conjunto con el alcalde de Recoleta, Daniel Jadue, este procura que la formación de los jugadores desde las categorías sub-7 a sub-16 puedan desarrollarse en la comuna en conjunto con los profesores de la institución a cambio de las facultades de entrenar en las canchas del 'Cementerio General' de la comuna, además de las implementaciones necesarias para el desarrollo de los juveniles. Sin embargo, el club decidió por reducir su presupuesto afectando negativamente el desarrollo del proyecto, ya que se consideró no pagar los sueldos correspondientes a los profesores de la institución. Lo que provocó las denuncias de los apoderados de los jóvenes hacia la institución.
En el año 2016, el miembro de la comisión de Fútbol Joven de Cobreloa, Luis Astorga, confirmó el acuerdo con el alcalde de Estación Central, para el traslado de los centros operacionales de Santiago desde Recoleta hacia esta comuna.

## Categoría
Las divisiones del Club de Deportes Cobreloa en el Fútbol Joven de Chile son las siguientes:

### Fútbol Joven
- Sub-19
- Sub-17
- Sub-16
- Sub-15

### Fútbol Infantil
- Sub-14
- Sub-13
- Sub-12
- Sub-11
- Sub-10
- Sub-9
- Sub-8

## Organización
Los fejes técnicos de las categorías son dirigidas por el profesor Roberto Spicto en Calama y en Santiago por el profesor Washington Reyes. La institución administra escuelas de fútbol tanto en la ciudad de Calama encargadas por el profesor Luis Alegría, en estas se albergan en un promedio de 800 alumnos entre 6 y 16 años, la integración se incluye personas becadas por el las mineras Codelco, El Abra y la Municipalidad de Calama. En Santiago también se incluyen escuelas comunales autorizadas por el club. Las series más menores de Cobreloa se encuentran en la capital de Chile debido a su mayor población, ayudando a mejorar la captación de jóvenes, las categorías que se encuentran en Santiago son desde la sub-8 hasta la categoría sub-16, por cada 2 categorías hay un entrenador como un preparador físico integrados. En Calama se encuentran rádicadas las categorías sub-17 y sub-19, por lo cual los jóvenes seleccionados de categorías menores deben de realizar traslados desde Santiago como también los alrededores de Calama a la pensión de Catedes del club, como así también hospedajes anexos de este. Los cadetes que proceden de las escuelas de fútbol de Calama pueden integrar al equipo de proyección con el objetivo de nutrir a las categorías que participan en los campeonatos nacionales. Desde 1995 por iniciativa del exjugador de la institución José Cabrera, los jugadores también tienen la posibilidad de realizar intercambios deportivos a Edmonton, Canadá, los cadetes seleccionados forman parte del equipo amateur de origen alemán 'Victoria Soccer' que se encuentra en camino 'Victoria Trail' en esta ciudad.

### Casa de Cadetes
La dependencia llamada 'Casa de Cadetes de Calama' es una residencia de hospedaje para los jugadores que provienen de distintas ciudades a la ciudad de Calama donde se encuentra rádicado el club. Colindante con el Estadio Luis Becerra Constanzo, posee una capacidad para albergar a 20 personas en sus 10 habitaciones. 

#### Entrenadores
| Categoría                | Entrenador                | Preparador Físico |
| ------------------------ | ------------------------- | ----------------- |
| Sub-19                   | César Bravo               | Iván Orego        |
| Sub-17                   | Roberto Spicto            | Iván Orego        |
| Sub-15-16                | Germán Moya               | Ariel Pérez       |
| Sub-14-13                | nelson soto - Iván Valdés | Andrés Gómez      |
| Sub-11-12                | Miguel Castillo           | Cristián Valdés   |
| Sub-9-10                 | Leo Barrientos            |                   |
| Entrenadores de porteros |                           |                   |
| Entrenadores             | Entrenadores              | Sebastián Cabrera |

#### Santiago
- Jefe Técnico: Washington Reyes
- Técnico de Arqueros (sub-8 a 15): Sebastián Cabrera
- Utileros: Carlos Carrasco y Luis Silva
- Apoyo Logístico: Miguel Jiménez
- Coordinador Administrativo: Enrique Gutiérrez
- Asistente Social: Solange Planells

#### Calama
Escuela de Fútbol
- Entrenador y gerente de la escuela de fútbol: Luis Alegría
- Utileros:

Raúl Araya
José Luis Cortés
- Profesores:

Ramón Tapia
Marcelo Aguilera
Luis Adasme
Carlos Plaza
Rodrigo Rojas
Juan Pablo Vega
Fútbol Joven
- Kinesiólogo: Patricio Orellana
- Paramédico: Miguelo Quilpatay
- Asistente social: Karem Carrizo
- Psicólogo: Javier Cortés
- Nutricionista: Yeimi Argandoña

## Alumni
| Nombre              | Nacionalidad | Posición       | Nac. | Carrera         | PJ | G | Club de debut        | Último club           | Estado    |
| ------------------- | ------------ | -------------- | ---- | --------------- | -- | - | -------------------- | --------------------- | --------- |
| Claudio Tello       | Chile        | Defensa        | 1963 | 1983-1998       | -  | - | Cobreloa             | Deportes Antofagasta  | Retirado' |
| Enrique Berríos     | Chile        | Guardameta     | 1965 | 1988-1999       | -  | - | Cobreloa             | Deportes Antofagasta  | Retirado  |
| Camilo Pino         | Chile        | Centrocampista | 1969 | 1983-2002       | -  | - | Cobreloa             | Deportes Antofagasta  | Retirado  |
| César Bravo         | Chile        | Defensa        | 1973 | 1992-2009       | -  | - | Cobreloa             | Ñublense              | Retirado  |
| Mauricio Donoso     | Chile        | Centrocampista | 1976 | 1994-2013       | -  | - | Cobreloa             | Coquimbo Unido        | Retirado  |
| Rodrigo Meléndez    | Chile        | Centrocampista | 1977 | 1996-2013       | -  | - | Cobreloa             | Deportes Temuco       | retirado  |
| Luis Godoy          | Chile        | Guardameta     | 1978 | 1996-2014       | -  | - | Cobreloa             | Deportes Antofagasta  | Retirado  |
| Duncan Olivares     | Chile        | Centrocampista | 1980 | 2001-2002       | -  | - | Cobreloa             | Cobreloa              | Retirado  |
| Adán Vergara        | Chile        | Defensa        | 1981 | 1998-Actualidad | -  | - | Cobreloa             | Deportes Temuco       | activo    |
| Antonio Vega        | Chile        | Centrocampista | 1982 | 2002-Actualidad | -  | - | Cobreloa             | Ayutthaya F.C.        | Activo    |
| Carlos Espinosa     | Chile        | Centrocampista | 1982 | 2004-Actualidad | -  | - | Cobreloa             | Universidad Católica  | activo    |
| Juan Luis Lillo     | Chile        | Centrocampista | 1983 | 2002-Actualidad | -  | - | Cobreloa             | Persipon Pontianak    | Activo    |
| Fernando Hurtado    | Chile        | Guardameta     | 1983 | 2003-Actualidad | -  | - | Deportes Antofagasta | Deportes Antofagasta  | activo    |
| Rubén Castillo      | Chile        | Centrocampista | 1985 | 2003-Actualidad | -  | - | Cobreloa             | Arturo Fernández Vial | Activo    |
| Nelson Rebolledo    | Chile        | Centrocampista | 1985 | 2005-Actualidad | -  | - | Cobreloa             | Curicó Unido          | activo    |
| Cristián Olguin     | Chile        | Defensa        | 1986 | 2007-Actualidad | -  | - | Cobreloa             | Deportes La Serena    | -         |
| Patricio Castañeda  | Chile        | Centrocampista | 1986 | 2005-Actualidad | -  | - | Cobreloa             | Deportes Antofagasta  | activo    |
| Júnior Fernandes    | Chile        | Delantero      | 1988 | 2007-Actualidad | -  | - | Cobreloa             | Dinamo Zagreb         | activo    |
| Francisco Piña      | Chile        | Centrocampista | 1988 | 2005-Actualidad | -  | - | Cobreloa             | Deportes Temuco       | activo    |
| Jesús Silva         | Chile        | Centrocampista | 1988 | 2008-Actualidad | -  | - | Cobreloa             | La Pintana            | activo    |
| Sebastián Contreras | Chile        | Guardameta     | 1988 | 2007-Actualidad | -  | - | Cobreloa             | Cobreloa              | activo    |
| Alexis Sánchez      | Chile        | Delantero      | 1988 | 2005-Actualidad | -  | - | Cobreloa             | Arsenal Football Club | activo    |
| Eduardo Vargas      | Chile        | Delantero      | 1989 | 2006-Actualidad | -  | - | Cobreloa             | TSG Hoffenheim        | activo    |
| Charles Aránguiz    | Chile        | Centrocampista | 1989 | 2006-Actualidad | -  | - | Cobreloa             | Bayer 04 Leverkusen   | activo    |
| Rodolfo González    | Chile        | Defensa        | 1989 | 2008-Actualidad | -  | - | Cobreloa             | Deportes Antofagasta  | activo    |
| Sebastián Zúñiga    | Chile        | Delantero      | 1990 | 2008-Actualidad | -  | - | Cobreloa             | San Luis de Quillota  | activo    |
| Francisco Castro    | Chile        | Delantero      | 1990 | 2009-Actualidad | -  | - | Cobreloa             | Universidad de Chile  | activo    |
| Jonathan Retamal    | Chile        | Delantero      | 1990 | 2007-Actualidad | -  | - | Cobreloa             | Cobreloa              | activo    |
| Gonzalo Ravanal     | Chile        | Guardameta     | 1990 | 2009-Actualidad | -  | - | Cobreloa             | La Pintana            | activo    |
| Esteban Pavez       | Chile        | Centrocampista | 1990 | 2009-Actualidad | -  | - | Colo-Colo            | Colo-Colo             | activo    |
| Bryan Cortés        | Chile        | Centrocampista | 1991 | 2009-Actualidad | -  | - | Cobreloa             | Santiago Wanderers    | activo    |
| Nicolás Leiva       | Chile        | Centrocampista | 1991 | 2008-2011       | -  | - | Cobreloa             | Cobreloa              | retirado  |
| César Nuñez         | Chile        | Defensa        | 1991 | 2009-Actualidad | -  | - | Cobreloa             | San Antonio Unido     | activo    |
| Miguel Sanhueza     | Chile        | Defensa        | 1991 | 2008-Actualidad | -  | - | Cobreloa             | Cobreloa              | activo    |
| Gustavo Ponce       | Chile        | Centrocampista | 1991 | 2010-Actualidad | -  | - | Cobreloa             | Limón FC              | activo    |
| Patricio Troncoso   | Chile        | Centrocampista | 1992 | 2010-Actualidad | -  | - | Cobreloa             | Colchagua             | activo    |
| Gustavo Ponce       | Chile        | Centrocampista | 1991 | 2010-Actualidad | -  | - | Cobreloa             | Limón FC              | activo    |
| Carlos Gómez        | Chile        | Centrocampista | 1992 | 2010-Actualidad | -  | - | Cobreloa             | Cobreloa              | activo    |
| Álvaro López        | Chile        | Delantero      | 1992 | 2010-Actualidad | -  | - | Cobreloa             | Barnechea             | activo    |
| José Guerrero       | Chile        | Delantero      | 1992 | 2010-Actualidad | -  | - | Cobreloa             | Deportes Linares      | activo    |
| Richard Catrileo    | Chile        | Centrocampista | 1992 | 2012-Actualidad | -  | - | Cobreloa             | Colchagua             | activo'   |
| Felipe Palacios     | Chile        | Centrocampista | 1993 | 2012-Actualidad | -  | - | Cobreloa             | Trasandino            | activo    |
| Juan Carlos Araya   | Chile        | Centrocampista | 1994 | 2013-Actualidad | -  | - | Cobreloa             | Cobreloa              | activo'   |
| Eric Ahumada        | Chile        | Centrocampista | 1994 | 2014-Actualidad | -  | - | Cobreloa             | Cobreloa              | activo    |
| Vildan Alfaro       | Chile        | Delantero      | 1995 | 2012-Actualidad | -  | - | Cobreloa             | Cobreloa              | activo'   |
| Fernando Cornejo    | Chile        | Centrocampista | 1995 | 2013-Actualidad | -  | - | Cobreloa             | Cobreloa              | activo'   |
| Iván Ledezma        | Chile        | Centrocampista | 1995 | 2013-Actualidad | -  | - | Cobreloa             | Cobreloa              | activo'   |
| Sebastián Romero    | Chile        | Delantero      | 1996 | 2014-Actualidad | -  | - | Cobreloa             | Cobreloa              | activo'   |
| Matías Fernández    | Chile        | Centrocampista | 1996 | 2014-Actualidad | -  | - | Cobreloa             | Cobreloa              | activo'   |
| Mathías López       | Chile        | Centrocampista | 1996 | 2015-Actualidad | -  | - | Cobreloa             | Cobreloa              | activo'   |

## Palmarés

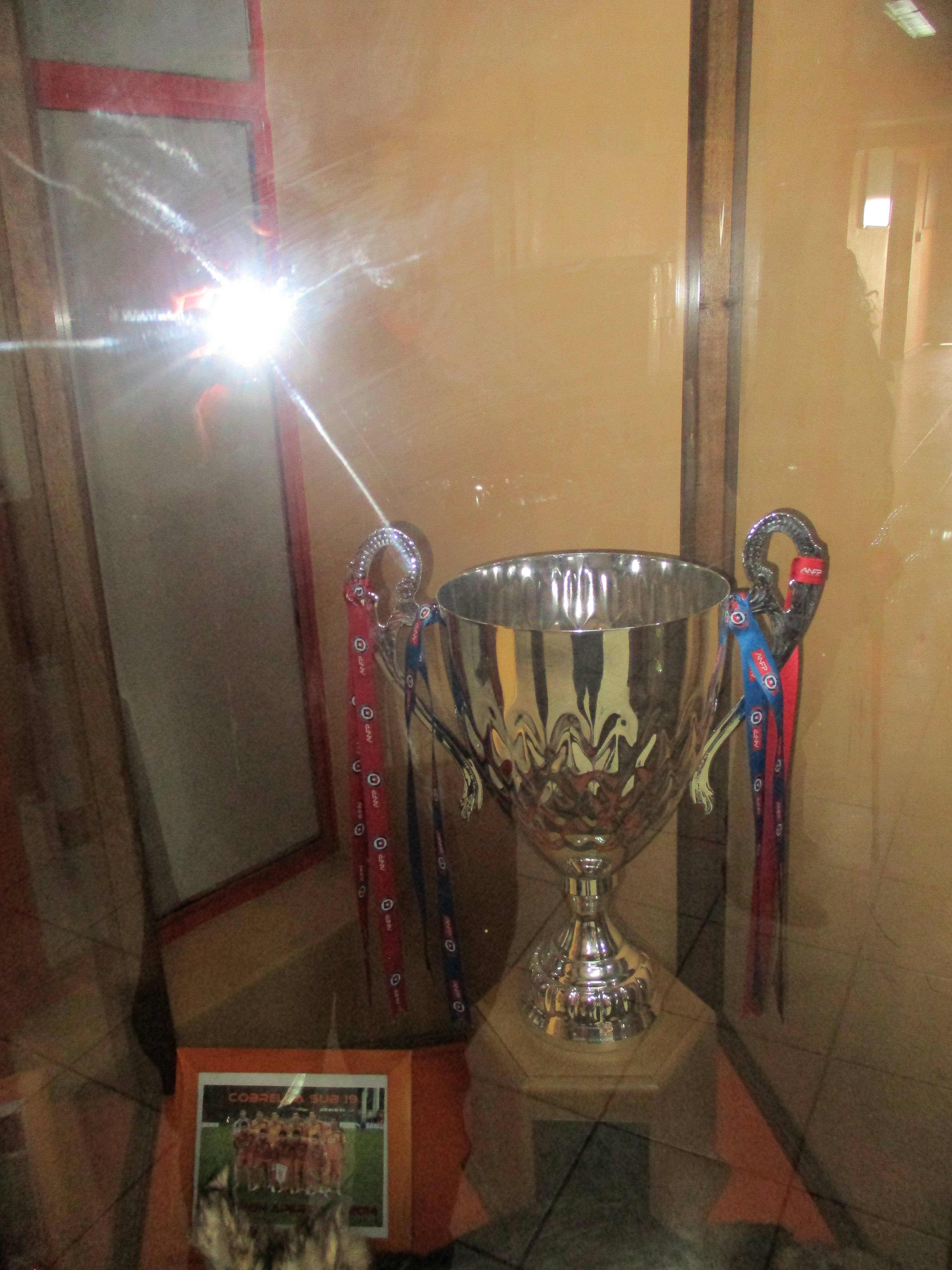
Campeonato obtenido por Cobreloa categoría sub-19 en el año 2014.

Campeonatos
- Categoría Sub-19: Apertura 2014[12]
- Categoría Sub-15: 2005[13]
- Categoría Sub-12: 2003[14]

Cobreloa se adjudicó la edición de 2003 en calidad de invicto.
- Categoría Sub-11:  Apertura 2015[15]
- Categoría Sub-10: 2003[14]
- Categoría Sub-9 (2): 2003,[14] Apertura 2013[16]
- Torneo de Apertura de la Primera División B (Zona Norte) Sub-17 (1): 2018[17]
- Torneo de Apertura de la Primera División B (Zona Norte) Sub-15 (1): 2018[17]

Subcampeonatos
- Subcampeón de la Categoría Sub-17 (1): 2012.
- Subcampeón de la Categoría Sub-16 (1): 2010.
- Subcampeón de la Categoría Sub-15 (1): 2007.
- Subcampeón de la Categoría Sub-13 (1): Apertura 2015.
- Subcampeón de la Copa de Campeones Sub-19 (1): 2014

Torneos Internacionales
- Categoría Sub-14: Santiago Cup 2016[18]